# ナショナルクラブベースボールシリーズ
ナショナルクラブベースボールシリーズは、社会人野球のクラブチームにより争われる大会のうち、全国的な統括団体である日本野球連盟が主催する4つの大会の総称である。
クラブチーム日本一を決める全日本クラブ野球選手権大会の説明は同項にゆだね、本項では残る3大会（東日本クラブカップ、中日本クラブカップ、西日本クラブカップ）について説明する。

## 概要
クラブチームを対象とする日本野球連盟主催大会としては、1976年から開催されている全日本クラブ野球選手権大会があるが、近年のクラブチームの劇的増加により、クラブ選手権に出ることも難しい状況になってしまっていた。そのため、2006年2月21日の日本野球連盟理事会において、クラブチーム間の交流を深めることを目的とし、クラブ選手権の本戦に出場できなかったチームで大会を行なうことが決定した。
大会は、東日本・中日本・西日本の3地区に分け、それぞれを独立した大会として行われ、チームの負担等を考慮し、優勝チーム同士の王者決定戦などは行われなかった。
当初はクラブ選手権予選の次点チームが出場する大会として位置づけられていたが、晩年ではクラブ選手権予選終了後に新たにクラブカップ予選を実施する地区もあった。
2009年は、前年秋からの景気変動を受けて社会人野球を取り巻く環境が厳しくなったことから一時的に中止、また2011年は東日本大震災の影響で主要大会が軒並み中止となったことを受け、各クラブカップも中止となった。
各大会は8チームが出場してトーナメントで優勝を争う。初日は1回戦4試合を行い、2日目に準決勝と決勝を行う。地区ごとの出場チーム数は毎年見直しが行われており、開催地の所属する地区に手厚く出場枠が割り当てられている。
2014年、クラブチームを取り巻く環境の変化から、全国大会へのステップとしての位置づけを図る目的が達成されたとして、同年の第7回大会を最後に終了させることが発表された（日本野球連盟2014年第1回臨時理事会）。

## 各大会の概要

### 東日本クラブカップ
- 対象地域：北海道、東北、北関東（茨城・栃木・群馬）

| 回数 | 年   | 実施時期       | 会場                 | 出場チーム数 | 出場チーム数 | 出場チーム数 | 優勝チーム           | 最優秀選手賞     |
| 回数 | 年   | 実施時期       | 会場                 | 北海道       | 東北         | 北関東       | 優勝チーム           | 最優秀選手賞     |
| ---- | ---- | -------------- | -------------------- | ------------ | ------------ | ------------ | -------------------- | ---------------- |
| 1    | 2006 | 8月12日・13日  | 岩手県盛岡市・雫石町 | 2            | 3            | 3            | オール苫小牧         | 佐々木文雄（投） |
| 2    | 2007 | 8月11日・12日  | 北海道札幌市・千歳市 | 4            | 2            | 2            | 北海道マーリンズ     | 荒川大（捕）     |
| 3    | 2008 | 8月9日・10日   | 栃木県足利市         | 2            | 2            | 4            | 赤崎野球クラブ       | 佐々木慶喜（投） |
| 4    | 2010 | 10月16日・17日 | 福島県いわき市       | 2            | 4            | 2            | オール高崎野球倶楽部 | 小林弘典（投）   |
| 5    | 2012 | 10月7日・8日   | 宮城県仙台市         | 2            | 4            | 2            | 函館太洋倶楽部       | 奥山翔一（投）   |
| 6    | 2013 | 9月28日・29日  | 青森県青森市         | 2            | 4            | 2            | 三菱製紙八戸クラブ   | 中村大輔（内）   |
| 7    | 2014 | 9月20日・21日  | 秋田県大館市         | 2            | 4            | 2            | トランシス           | 伊藤慎一（内）   |

### 中日本クラブカップ
- 対象地域：北信越、南関東（埼玉・千葉・東京・神奈川・山梨）、東海

| 回数 | 年   | 実施時期       | 会場                 | 出場チーム数 | 出場チーム数 | 出場チーム数 | 優勝チーム               | 最優秀選手賞     |
| 回数 | 年   | 実施時期       | 会場                 | 北信越       | 南関東       | 東海         | 優勝チーム               | 最優秀選手賞     |
| ---- | ---- | -------------- | -------------------- | ------------ | ------------ | ------------ | ------------------------ | ---------------- |
| 1    | 2006 | 8月12日・13日  | 静岡県静岡市         | 2            | 2            | 4            | 静岡硬式野球倶楽部       | 実石琢也（投）   |
| 2    | 2007 | 8月11日・12日  | 山梨県甲府市         | 2            | 4            | 2            | 富山ベースボールクラブ   | 森本直幸（内）   |
| 3    | 2008 | 8月9日・10日   | 長野県長野市         | 4            | 2            | 2            | 大富士BASEBALL CREW      | 仲野真一郎（投） |
| 4    | 2010 | 10月16日・17日 | 静岡県浜松市         | 2            | 2            | 4            | NAGOYA23                 | 小椋大介（投）   |
| 5    | 2012 | 9月29日・30日  | 神奈川県横浜市       | 2            | 4            | 2            | WIEN'94                  | 鈴木誠（投）     |
| 6    | 2013 | 9月28日・29日  | 新潟県新潟市         | 4            | 2            | 2            | 浜松ケイ・スポーツBC     | 今村隆之（投）   |
| 7    | 2014 | 9月27日・28日  | 静岡県浜松市・磐田市 | 2            | 2            | 4            | エディオン愛工大OB BLITZ | 藤村竜也（投）   |

### 西日本クラブカップ
- 対象地域：近畿、中国、四国、九州

| 回数 | 年   | 実施時期       | 会場           | 出場チーム数 | 出場チーム数 | 出場チーム数 | 出場チーム数 | 優勝チーム                   | 最優秀選手賞     |
| 回数 | 年   | 実施時期       | 会場           | 近畿         | 中国         | 四国         | 九州         | 優勝チーム                   | 最優秀選手賞     |
| ---- | ---- | -------------- | -------------- | ------------ | ------------ | ------------ | ------------ | ---------------------------- | ---------------- |
| 1    | 2006 | 8月12日・13日  | 山口県周南市   | 2            | 3            | 1            | 2            | 松山フェニックス             | 星加逸人（内）   |
| 2    | 2007 | 8月11日・12日  | 山口県周南市   | 2            | 3            | 1            | 2            | 北九州市民硬式野球クラブ     | 高倉亮太（投）   |
| 3    | 2008 | 8月9日・10日   | 愛媛県松山市   | 2            | 2            | 2            | 2            | 阪神ベースボールクラブ       | 小椋誠士（投）   |
| 4    | 2010 | 10月16日・17日 | 福岡県北九州市 | 2            | 2            | 1            | 3            | ビッグ開発ベースボールクラブ | 嘉弥真新也（投） |
| 5    | 2012 | 9月15日・16日  | 山口県周南市   | 2            | 3            | 1            | 2            | アークバリアドリームクラブ   | 上田真也（投）   |
| 6    | 2013 | 9月14日        | 兵庫県三木市   | 3            | 2            | 1            | 2            | 大会途中打ち切り             | 大会途中打ち切り |
| 7    | 2014 | 9月13日・14日  | 福岡県北九州市 | 2            | 2            | 1            | 3            | 関メディベースボール学院     | 矢澤駿（投）     |

（最優秀選手はすべて優勝チームの選手）